# František Čapek
František Čapek, född 24 oktober 1914 i Branice, död 31 januari 2008 i Prag, var en  tjeckoslovakisk kanotist.
Čapek blev olympisk guldmedaljör i C-1 10000 meter vid sommarspelen 1948 i London.